# Astronesthes gemmifer
Astronesthes gemmifer és una espècie de peix de la família dels estòmids i de l'ordre dels estomiformes.

## Morfologia
- Els mascles poden assolir 17 cm de longitud total.[3][4]

## Alimentació
Menja peixos i crustacis.

## Hàbitat
És un peix marí i d'aigües profundes que viu entre 0-2400 m de fondària.

## Distribució geogràfica
Es troba a l'Índic, el Pacífic i l'Atlàntic.